# Koningshoeven
De Koningshoeven Brewery (Де Кёнингсхувен Бревер) — до недавнего времени единственная торговая марка нидерландского траппистского пива, которое производится на территории одноименного аббатства, расположенного вблизи городка Тилбург, в провинции Северный Брабант. В 2013 году пиво из пивоварни De Kievit, близ нидерландского города Zundert так же получила возможность именноваться траппистским пивом.

## История
Аббатство было основано в 1881 г. на участке плодородной земли, куда входили несколько фермерских хозяйств и пастбищ. Эта земля называлась Koningshoeven (что означает "двор короля"), поскольку она в своё время находилась в собственности короля Вильгельма II. 

## Пивоварня
Из восьми траппистких пивоварен, Koningshoeven является наиболее коммерческим. Завод в настоящее время управляется кампанией «De Koningshoeven NV», дочерняя компания «Bavaria Brewery», но здания и оборудование являются собственностью аббатства. Монахи аббатства являются последней инстанцией в процессе пивоварения. Тем не менее, компания управляет светской частью производства. В аббатстве также располагается бар, магазин и музей, последний из которых укомплектован монахом.
Время от времени, компания «Bavaria Brewery» использует резервные мощности завода для производства других сортов пива.
Как и во всех других траппистских пивоваренных заводах, пивоварня существует для того, чтобы финансировать монастырь, а не для получения прибыли или по любым другим коммерческим причинам.
Как и в случае с другими траппистскими пивоварнями, доходы от продаж пива «La Trappe» продолжают традиционно направляться на обеспечение финансовых потребностей аббатства и благотворительность.
Первоначально пивоварня называлась «De Schaapskooi», это название до сих пор используется местными жителями.

## Пиво
Монастырское пиво продается под названием «Ла Трапп». Но на рынке США, до 2010 года использовалась коммерческая марка «Koningshoeven».
Завод регулярно производит четыре марки пива:
- La Trappe Blond (6,5 % ABV) - светлое пиво с легким горьким послевкусием.
- La Trappe Dubbel (6,5 % ABV) - рубиново-красное пиво с легким фруктовым ароматом.
- La Trappe Tripel (8 % ABV) - пиво медового цвета с фруктово-горьковатым мягким вкусом.
- La Trappe Quadrupel (10 % ABV) - очень насыщенное пиво янтарного цвета.

А также три сезонных марки:
- La Trappe Isid’or (7,5 % ABV)
- La Trappe Witte Trappist (5,5 % ABV)
- La Trappe Bockbier (7 % ABV)

Как и большинство сортов траппистского пива с умеренным содержанием алкоголя, представляет собой так называемое Patersbier до словно «Пиво Отцов», то есть пиво, сваренное прежде всего для собственных нужд монахов — La Trappe PUUR (4,7 % ABV).
Помимо бренда La Trappe, предприятие выпускает «Tilburg’s Dutch Brown Ale» в основном на экспорт.
Вода для пива используется из пяти двухсотметровых скважин расположенных на территории аббатства.